# Dinky Toys : Salmson cabriolets 2 et 4 places
Les cabriolets British Salmson ont été produits par Meccano Ltd. de septembre 1934 à 1950. Les références utilisées étaient 24h puis 36e pour le cabriolet 2 places et 24g puis 36f pour le cabriolet 4 places (voir la liste des modèles Dinky Toys)
,.
Ces deux modèles réduits étaient des reproductions du modèle British Salmson S4C 12/70.

## Cabriolet 2 places
Ce modèle, d'abord référencé 24h, a été produit de septembre 1934 à 1940 avec un pneu de secours à l'arrière jusqu'à 1938 ou il a été supprimé et remplacé par un simple bossage. Le pare-brise en tôle était d'abord évidé puis plein. Trois types de châssis ont été utilisés pour ce modèle et la calandre était commune à tous les modèles de la série 24
,.
De 1937 à 1941, une variante du cabriolet deux places est produite sous la référence 36e avec une calandre spécifique reproduisant celle du modèle original. Une conductrice en plomb était présente dans cette version, fixée grâce à un trou percé dans le siège. La roue de secours était présente sur les premiers modèles. Une quinzaine de combinaisons de couleurs étaient disponibles
,.
Après la guerre, la production a été reprise de 1945 à 1950. Cette fois, ni conductrice ni trou dans le siège, les essieux sont plus gros et les jantes noires présentent une partie surélevée vers le centre (jantes dites à gradin). Les couleurs disponibles sont : rouge, bleu, bleu clair, marron et vert, toujours avec un châssis noir
,.

## Cabriolet 4 places
Ce modèle, numéroté 24g, a été produit de septembre 1934 à 1940 avec un pneu de secours à l'arrière jusqu'à 1938 ou il a été supprimé et remplacé par un simple bossage. Le pare-brise en tôle était d'abord évidé puis plein. Trois types de châssis ont été utilisés pour ce modèle et la calandre était commune à tous les modèles de la série 24,.
De 1937 à 1941, une variante du cabriolet quatre places est produite sous la référence 36f avec une calandre spécifique reproduisant celle du modèle original. Une conductrice en plomb était présente dans cette version, fixée grâce à un trou percé dans le siège. La roue de secours était présente sur les premiers modèles. Une quinzaine de combinaisons de couleurs étaient disponibles,.
Après la guerre, la production a été reprise de 1945 à 1950. Cette fois, ni conductrice ni trou dans le siège, les essieux sont plus gros et les jantes noires présentent une partie surélevée vers le centre (jantes dites à gradin). Les couleurs disponibles sont : vert clair, vert, gris, beige et brun toujours avec un châssis noir,.